# Costa Valle Imagna
Costa Valle Imagna – miejscowość i gmina we Włoszech, w regionie Lombardia, w prowincji Bergamo.

## Demografia
Według danych na styczeń 2009 gminę zamieszkiwało 616 osób przy gęstości zaludnienia 146,7 os./km².

## Historia
Wieś była zamieszkana przez okres całego roku dopiero w XIV wieku, a wcześniej było to prawdopodobnie pastwisko dla bydła w miesiącach letnich. Wraz z przyłączeniem Bergamo do Republiki Weneckiej w 1428 miejscowość znalazła się na granicy między Serenissimą a Księstwem Mediolanu. W 1630 w Costa wybuchła epidemia dżumy, o czym świadczy odkrycie wspólnego pochówku, ta plaga została opisana przez włoskiego pisarza Alessandro Manzoni.
Od XX wieku Costa Valle Imagna znana jest także jako miejscowość wypoczynkowa.